# Лесюёр, Николя
Николя Лесюёр, или Николя Лесюэр (фр. Nicolas Lesueur, Le Sueur; 1691, Париж — 1764, Париж) — французский гравёр по дереву. Наиболее известный представитель большой семьи ксилографов (гравёров по дереву) из Руана, мастеров репродукционной гравюры.

## Биография
Родоначальником семьи французских ксилографов был Пьер Лесюёр Первый (1636—1716). Его сын — Пьер Второй (1663—1698), брат Пьера Второго — Винсент (1668—1743). Гравёрами были также Пьер Лесюёр Третий, сын Пьера Первого (1669—1750), и самый известный мастер, сын Пьера Второго — Николя Лесюёр, который подписывал свои работы инициалами «NLS».
Николя Лесюёр специализировался на изготовлении цветных гравюр на дереве по мотивам произведений итальянских художников эпохи Возрождения. Во Франции отсутствовала собственная традиция кьяроскуро, поэтому цветные ксилографии Николя Лесюёра стали «новым словом» в истории французской графики. Лесюёр изготавливал свои гравюры в две-три краски, включая рисующий контур (для каждого цвета своя доска). Однако, в отличие от мастеров итальянских кьяроскуро, Лесюёр поставил перед собой задачу не интерпретации, а точной передачи оригинала. Но это не распространялось на цвет, который Лесюёр позволял себе варьировать при печати.
Особый интерес представляют собой работы Лесюёра, выполненные по заказу графа де Келюса для знаменитого сборника гравюр «Кабинет Кроза» (Cabinet de Crozat). Полное название: «Коллекция эстампов с лучших картин и рисунков, находящихся во Франции в Королевском собрании, а также в собрании герцога Орлеанского и других, разделённая по разным школам» (Recueil d’estampes d’après les plus beaux tableaux et d’après les plus beaux dessins qui sont en France, dans le cabinet du roi, dans celui de Mgr. le duc d’Orleans et dans d’autres cabinets, Париж, 1729—1742, 2т. in-f°; второе издание 1763, третье — 1776). В сборник вошли гравюры, воспроизводящие в том числе произведения искусства из собрания знаменитого коллекционера Пьера Кроза.
Издание содержало около ста восьмидесяти гравюр офортом и резцом (главное место занимали воспроизведения картин итальянских художников, в особенности Рафаэля и его школы). Лесюёр выполнил для этого издания двадцать пять гравюр, воспроизводящих не живописные картины, а рисунки, комбинируя в одном листе техники офорта, гравюры резцом и цветной ксилографии с подкраской кистью, что давало максимальную точность воспроизведения.
Николя Лесюёр оставил множество гравюр на дереве, включая орнаменты в книгах своего времени, в частности в большом издании «Басен» Лафонтена (известном как «Fermiers généraux», 1755—1759) с рисунками Жана-Батиста Удри, где он награвировал большие букеты, образующие заставки, нарисованные художником-флористом Жан-Жаком Башелье. Он также участвовал в написании «Трактата о лютиках» (1745) Жана-Поля де Рима д’Ардена вместе с Бенуа Одраном Младшим.
Сын Николя Лесюёра — живописец, рисовальщик и гравёр Блез-Николя Лесюёр.

## Галерея
- А. Робер, Н. Лесюёр. Фигуры фрески Рафаэля «Афинская школа» в Ватикане. 1729. «Кабинет Кроза». Офорт, цветная гравюра на дереве
- Диана и Эндимион. Цветная ксилография
- Вознесение Девы Марии. По оригиналу Дж. Пассери. 1729. «Кабинет Кроза». Офорт, цветная гравюра на дереве
- Армия фараона, затопленная Красным морем. По оригиналу Дж. Ф. Пенни. 1729. «Кабинет Кроза». Офорт, цветная гравюра на дереве
- Смерть Святого Франциска Ксаверия, держащего крест. Офорт, цветная гравюра на дереве